# Dekanat Charków
Dekanat Charków – jeden z 6 dekanatów katolickich w diecezji charkowsko-zaporoskiej na Ukrainie.

## Parafie
- Merefa - Kaplica Matki Bożej Cudownego Medalika
- Charków-katedra. Kościół katedralny Wniebowzięcia Najświętszej Maryi Panny
- Charków-Sałtykówka - Kościół św. Wincetego a Paulo
- Charków-Oleksujewka - Kaplica Świętej Rodziny
- Charków-Nowa Bawaria - Parafia św. Rafała
- Charków-Rohań - Parafia Miłosierdzia Bożego